# Premio Mallarmé
El premio Mallarmé (en francés, Prix Mallarmé ) es un premio de poesía que concede cada año la Academia Mallarmé a un poeta francófono. Para poder optar al premio, el poeta debe haber publicado una obra en el año en curso, aunque el premio no se concede a un libro en concreto, sino a la obra del autor en su conjunto. El premio solo puede ganarse una vez. 
El galardón se entrega con motivo de la feria del libro que se realiza en Brive-la-Gaillarde, en el departamento de Corrèze, en la región Limosín, y asciende a 3.811 € . Desde 2018 ha sido financiado mediante el patrocinio de la empresa ISS; anteriormente estuvo patrocinado por la alcaldía de Brive-la-Gaillarde.

## Ganadores
Esta es una lista incompleta de los autores que ganaron el premio:
| Año  | Autor                   | Obra nominada                                            |
| ---- | ----------------------- | -------------------------------------------------------- |
| 2023 | Béatrice Bonhomme       | Monde, génoux couronnés                                  |
| 2022 | Christophe Mahy         | À jour passant : Poèmes                                  |
| 2021 | Christian Viguié        | Damages                                                  |
| 2020 | Jean Le Boël            | Jusqu'au jour                                            |
| 2019 | Claudine Bohi           | Naître c'est longtemps                                   |
| 2018 | Béatrice de Jurquet     | Si quelqu’un écoute                                      |
| 2017 | Philippe Mathy          | Veilleur d'instants                                      |
| 2016 | Gérard Bayo             | Neige, followed by Vivante étoile                        |
| 2015 | Werner Lambersy         | La Perte du temps                                        |
| 2014 | Hubert Haddad           | La Verseuse du matin                                     |
| 2013 | Alain Duault            | Les Sept Prénoms du vent                                 |
| 2012 | Yves Namur              | La Tristesse du figuier                                  |
| 2011 | Annie Salager           | Travaux de lumière                                       |
| 2010 | Robert Marteau          | Le Temps ordinaire                                       |
| 2009 | Jean Max Tixier         | Parabole des nuées                                       |
| 2008 | Jean Ristat             | Artémis chasse à courre, le sanglier, le cerf et le loup |
| 2007 | Seyhmus Dagtekin        | Juste un pont sans feu                                   |
| 2006 | Michel Butor            | 16 lustres                                               |
| 2005 | Hélène Dorion           | Ravir : les lieux                                        |
| 2004 | Olivier Barbarant       | Essais de voix malgré le vent                            |
| 2003 | Jean Portante           | L'étrange langue                                         |
| 2002 | Alain Veinstein         | Tout se passe comme si                                   |
| 2000 | André Schmitz           | Incises, Incisions                                       |
| 1999 | Benoît Conort           | Main de nuit                                             |
| 1998 | Mohammed Dib            | L'Enfant-Jazz                                            |
| 1997 | Marie Etienne           | Roi des cent cavaliers                                   |
| 1996 | Franck Venaille         | Descente de l'Escaut                                     |
| 1995 | Paul-Louis Rossi        | Faïences                                                 |
| 1992 | Jacques Chessex         | Les aveugles du seul regard                              |
| 1990 | André Velter            | L'Arbre-seul                                             |
| 1989 | Guy Goffette            | Eloge pour une cuisine de province                       |
| 1988 | Jean Pérol              | Asile exil                                               |
| 1987 | Vénus Khoury-Ghata      | Monologue du mort                                        |
| 1986 | Henri Meschonnic        | Voyageurs de la voix                                     |
| 1984 | Claude Esteban          | Conjoncture du corps et du jardin                        |
| 1981 | Lionel Ray              | Le corps obscur                                          |
| 1980 | Yves de Bayser          |                                                          |
| 1979 | Jacques Izoard          | Vêtu, dévêtu, libre                                      |
| 1978 | Jean Joubert            | Les Poèmes - 1955-1975                                   |
| 1976 | Andrée Chedid           | Fraternité de la parole y Cérémonial de la violence      |
| 1942 | Yanette Delétang-Tardif | Tenter de vivre                                          |
| 1940 | Paul Bulliard           | Chacun sa croix                                          |
| 1939 | Jean Follain            | Chants terrestres                                        |

## Academia Mallarmé
La Académie Mallarmé fue fundada en 1937 como asociación sin ánimo de lucro (conocida en francés como Association loi de 1901), y debe su nombre al poeta Stéphane Mallarmé. Su objetivo principal es la promoción de la poesía. Consta de treinta académicos de lengua francesa y 15 correspondientes extranjeros. Ha sido presidida por Guillevic, Alain Bosquet y Sylvestre Clancier.
Miembros notables de la Académie han sido Jean Orizet, Marie-Claire Bancquart, Lionel Ray, Claude-Michel Cluny, François Montmaneix, Robert Sabatier, Jean Rousselot, Michel Deguy, Charles Dobzinski, Philippe Jones, Jean-Michel Maulpoix, Henri Meschonnic, Pierre Oster, Vénus Khoury-Ghata; entre los correspondientes extranjeros destacan Ismail Kadaré, Seamus Heaney y Andrei Vossnessenski.